# Cantone di Mira
Il cantone di Mira è un cantone dell'Ecuador che si trova nella provincia del Carchi.
Il capoluogo del cantone è Mira.